# Bernardino Baldi
Pour les articles homonymes, voir Baldi et Balde.
Bernardino Baldi, parfois francisé en Bernardin Balde, Bernardin Baldi ou Bernardino Baldo (né le 5 juin 1553 à Urbino, dans le duché d'Urbino, région des Marches – mort dans cette même ville le 12 octobre 1617) est un savant et écrivain italien de la Renaissance. Il fut abbé de Guastalla.

## Biographie
Bernardino Baldi est issu d'une famille noble de la région des Marches. Il étudie à l'université de Padoue, et ses contemporains rapportent qu'il pratiqua jusqu'à seize langues différentes au cours de sa vie, bien que Girolamo Tiraboschi indique que son épitaphe n'en mentionnait que douze.
C'est la déclaration d'une épidémie de peste qui le force à quitter Padoue et à regagner sa ville natale. Là, il étudie les mathématiques avec Guidobaldo del Monte auprès de Commandino. Peu après, il est choisi comme professeur par Ferdinand de Gonzague, qui le nomme à la tête de la riche abbaye de Guastalla. Très lié à Charles Borromée, il exerce cette charge d'abbé pendant 25 ans, puis rentre à Urbino. En 1612 le duc l'emploie à nouveau comme ambassadeur auprès de la république de Venise.
Des biographies de Bernardino Baldi ont été composées par Affô, Mazzuchelli et d'autres. Il n'existe aucun lien de parenté avec le peintre Bernardino Baldi de Bologne (actif vers 1600, mort en 1615).

## Œuvres

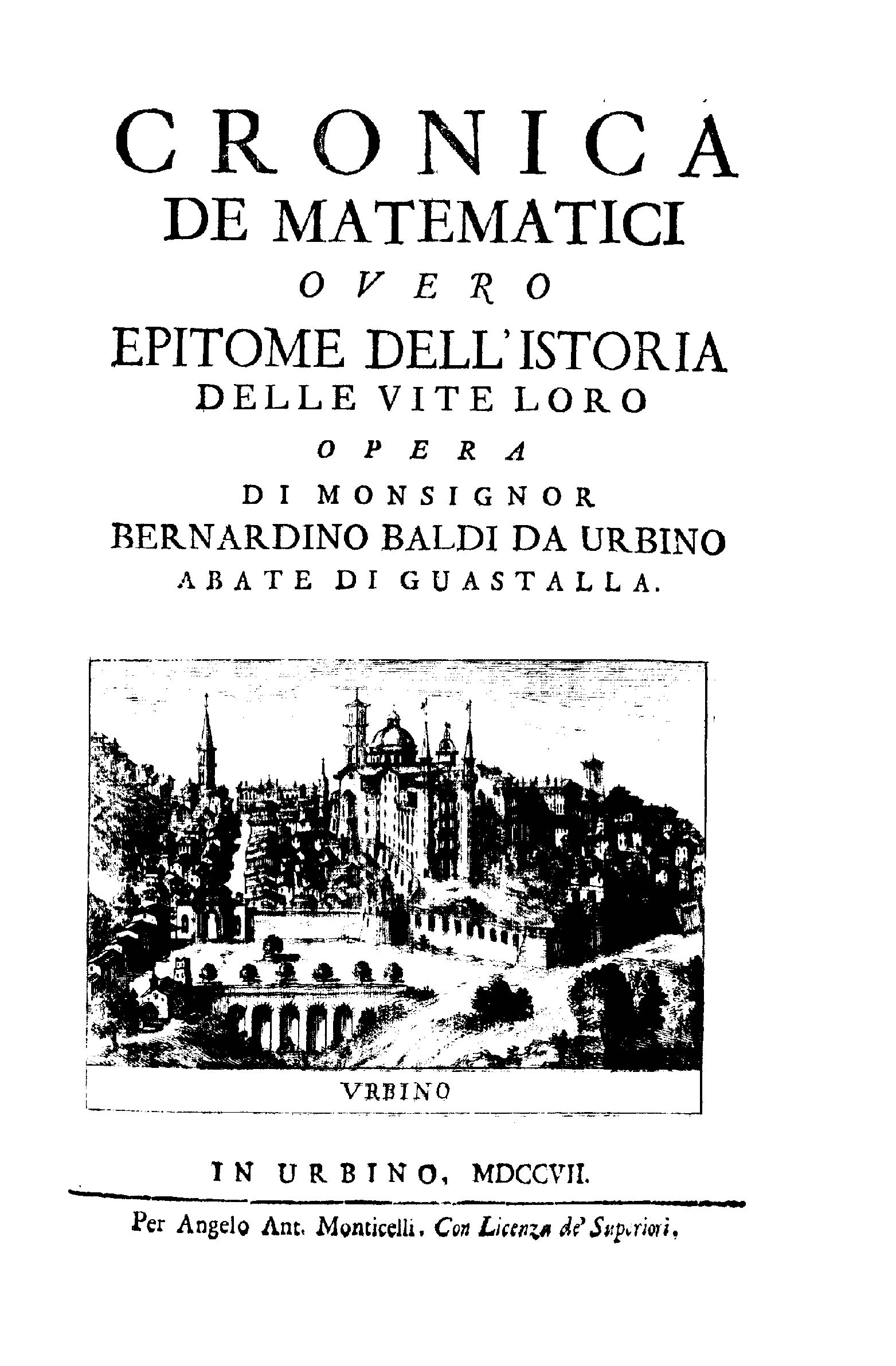
Cronica de matematici, 1707

On attribue à Bernardino Baldi les ébauches d'une centaine d'ouvrages sur différents sujets, dont la plupart ne furent jamais publiés. Ses écrits traitent de sujets aussi variés que la théologie, les mathématiques, les machines, la géographie, l'histoire ancienne et moderne et la poésie. Sa Cronica dei Matematici (publiée à Urbino en 1707) sont des extraits d'un ouvrage qu'il écrivit pendant douze années, et qui devait comporter les biographies de deux cents mathématiciens célèbres.  En 1594, il traduisit du chaldéen et commenta le Targum d’Onkelos. Outre ce travail, qu’il put achever en une année, il avait composé une description du temple d’Ézéchiel, une histoire de Job et un commentaire sur saint Matthieu. Parmi ses poésies imprimées, nous mentionnerons : Il diluvio universale cantato con nuova maniere diverti, in —4°, Pavie, 1604.
On a de lui :
- un poème en italien sur la Navigation (1590)
- des traductions de Quintus de Smyrne et de Héron d'Alexandrie
- des Commentaires sur Vitruve (1612)
- des Commentaires sur les problèmes de mécanique d'un pseudo-Aristote (1621).

En ligne :
- Versi e prose scelte, F. Le Monnier, 1859, 646 p.

## Sources
Marie-Nicolas Bouillet  et Alexis Chassang (dir.), « Bernardino Baldi » dans Dictionnaire universel d’histoire et de géographie, 1878 (lire sur Wikisource)
 (en) « Bernardino Baldi », dans Encyclopædia Britannica , 1911 (lire sur Wikisource).
- Catholic Encyclopedia article

## Source de traduction
- (en) Cet article est partiellement ou en totalité issu de l’article de Wikipédia en anglais intitulé « Bernardino Baldi » (voir la liste des auteurs).